# Шарлот Френска
Шарлот Френска (на френски: Charlotte de France; * 23 октомври 1516, Амбоаз, Франция; † 18 септември 1524, Сен Жермен ан Ле, Франция) е френска принцеса.

## Биография
Ражда се в замъка Амбоаз на 23 октомври 1516 година и е второто дете и втората дъщеря на френския крал Франсоа I и неговата съпруга Клод Френска.
Шарлот е любимката на своя баща. Малката принцеса външно силно се отличава от останалите деца на кралската фамилия: тя има зелено-сини очи и коса в ярко рижав цвят; същият цвят на косата има бабата на момиченцето по майчина линия – Анна Бретанска.
Преди март 1519 г. Шарлот се премества от Амбоаз в Шато дьо Сен Жермен ан Ле. След смъртта на по-голямата си сестра Луиз, принцесата е сгодена с Карл V, но смъртта на Шарлот отново разрушава съюза на френския крал с Карл.
Шарлот е нежно, крехко дете. Седемгодишна се разболява от заушка. Единственият човек, наглеждащ момиченцето по време на боледуването, е нейната леля Маргарита Ангулемска; майката на момиченцето умира два месеца по-рано, бабата Луиз Савойска е тежко болна, а бащата отива на война. По-късно Франсоа I е взет в плен, така че на смъртния одър малката принцеса се оказва фактически сираче. Принцесата е близка с леля си, която е съсипана от скръб, когато нейната любима племенница умира през септември 1524 година.